# Alfter
Alfter là một đô thị ở huyện Rhein-Sieg, Nordrhein-Westfalen, Đức. Đô thị này có cự ly khoảng 6 km về phía tây củaBonn. Alfter có diện tích 34,73 km2 và dân số thời điểm 31/12/2007 là 53.347 người.